# Harry B. Harris Jr.
Harry Binkley Harris, Jr. (sinh ngày 4 tháng 8 năm 1956) là một chính trị gia, nhà ngoại giao, sĩ quan chỉ huy cao cấp người Mỹ gốc Nhật trực thuộc quân đội Hoa Kỳ kiêm Đại sứ Đặc mệnh Toàn quyền Hoa Kỳ tại Hàn Quốc từ năm 2018. Ông là Đô đốc của Hải quân Hoa Kỳ và hiện đang giữ chức Tư lệnh của các Hạm đội 2 và 4 thuộc Bộ Tư lệnh Ấn Độ-Thái Bình Dương Hoa Kỳ (USINDOPACOM). Ông là người Mỹ gốc Á đầu tiên được bổ nhiệm làm Đô đốc Hải quân, quân nhân người Mỹ gốc Nhật cao cấp nhất và là sĩ quan đầu tiên của Cộng đồng hàng hải tuần tra P-3 Orion thuộc Hải quân Hoa Kỳ được phong Tướng cấp bậc 4 sao. Ông cũng là Tư lệnh của Hạm đội Thái Bình Dương Hoa Kỳ tại Hawaii từ năm 2013 đến 2015. Trong thời gian giữ chức Phó Đô Đốc, ông tham gia làm trợ lý cho Chủ tịch Hội đồng Tham mưu trưởng Liên quân. Lần chỉ huy tác chiến gần đây nhất của Harris là vào năm 2011, khi ông chỉ huy các lực lượng vũ trang và lực lượng bảo vệ cho Hạm đội pháo binh số 6. Ông tốt nghiệp Học viện Hải quân Hoa Kỳ năm 1978 tại Annapolis. Harris được coi là Old Goat của Học viện - tức học viên tốt nghiệp loại xuất sắc nhất. Ông cũng mang biệt danh Grey Owl của Hải quân - tức người sĩ quan xuất sắc nhất. Harris nhậm chức chỉ huy USPACOM (tên gọi cũ của USINDOPACOM) vào ngày 27 tháng 5 năm 2015.

## Tiểu sử và học vấn
Ông sinh ra ở Yokosuka, Nhật Bản vào năm 1956. Cha ông là sĩ quan chỉ huy của Hải quân Hoa Kỳ đã kết hôn với mẹ ông là một người Nhật. Sau khi gia đình quay trở lại Mỹ định cư, Harris sinh sống và lớn lên tại các tiểu bang Tennessee và Florida, ông theo học các trường công lập ở địa phương.

## Binh nghiệp
Harris tốt nghiệp Học viện Hải quân Hoa Kỳ vào năm 1978. Ông là một chuyên gia về kỹ thuật quân sự.

## Sự nghiệp chính trị
Vào ngày 29 tháng 6 năm 2018, ông đã được Tổng thống Hoa Kỳ Donald Trump chính thức bổ nhiệm làm Đại sứ Đặc mệnh Toàn quyền Hoa Kỳ tại Hàn Quốc.